# Типовий проєкт школи № 103
№ 103 — типовий проєкт школи, розроблений у 1936 у Школпроєкті Народного комісаріату освіти УСРР архітектором Е. С. Коднером (Кодніром). Кількість учнів 880, площа забудови 1278 м², кубатура 14532 м³, довжина 79,5 м. В 1937 Коднер змінює проєкт, збільшивши актову залу. Протягом 1936—1937 побудовано 40 будівель у 19 містах України.
Головний об'єм триповерховий з 18 рядами вікон, групованими 6×3. Посередині його може бути портик на 3 вікна шириною. З боків чотириповерхові вежі шириною по бічному фасаду в 4 або 6 вікон у проєкті 103-А; ще з боків можуть бути одноповерхові допоміжні приміщення. Позаду двоповерховий об'єм, де на другому поверсі актова зала.

## Галерея

### Проєкт №103

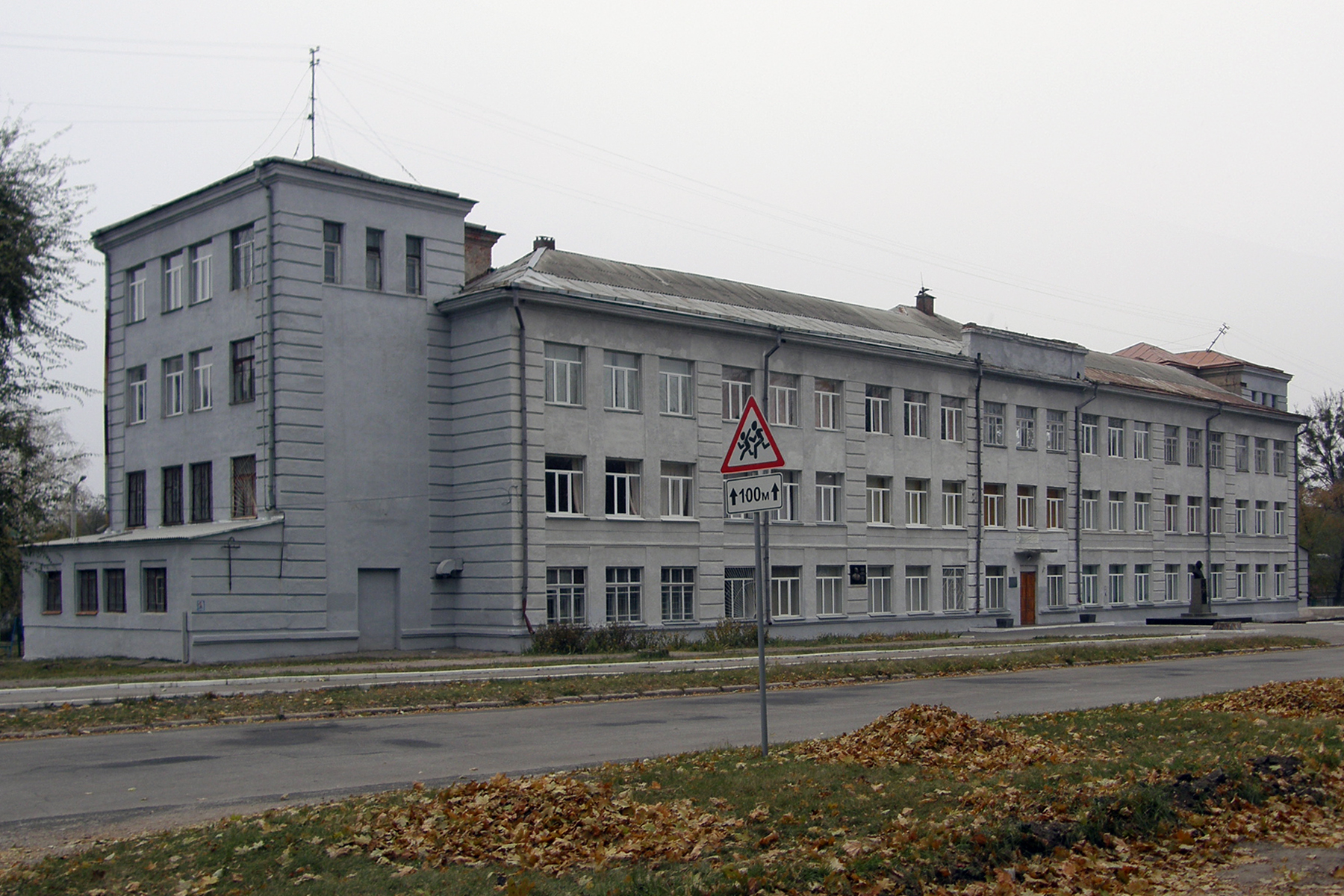
Харків, школа № 88, 1936
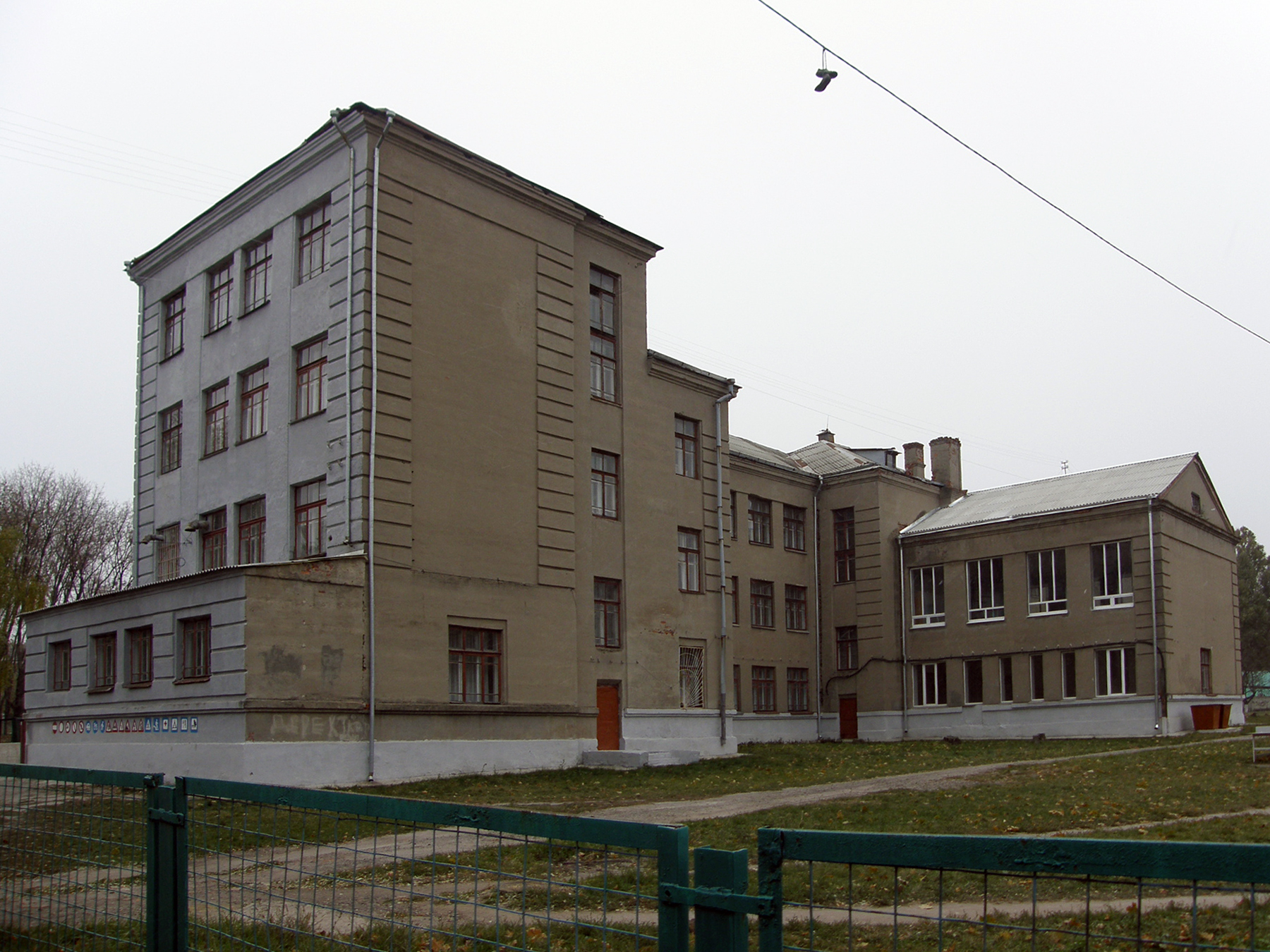
Харків, школа № 88 іззаду
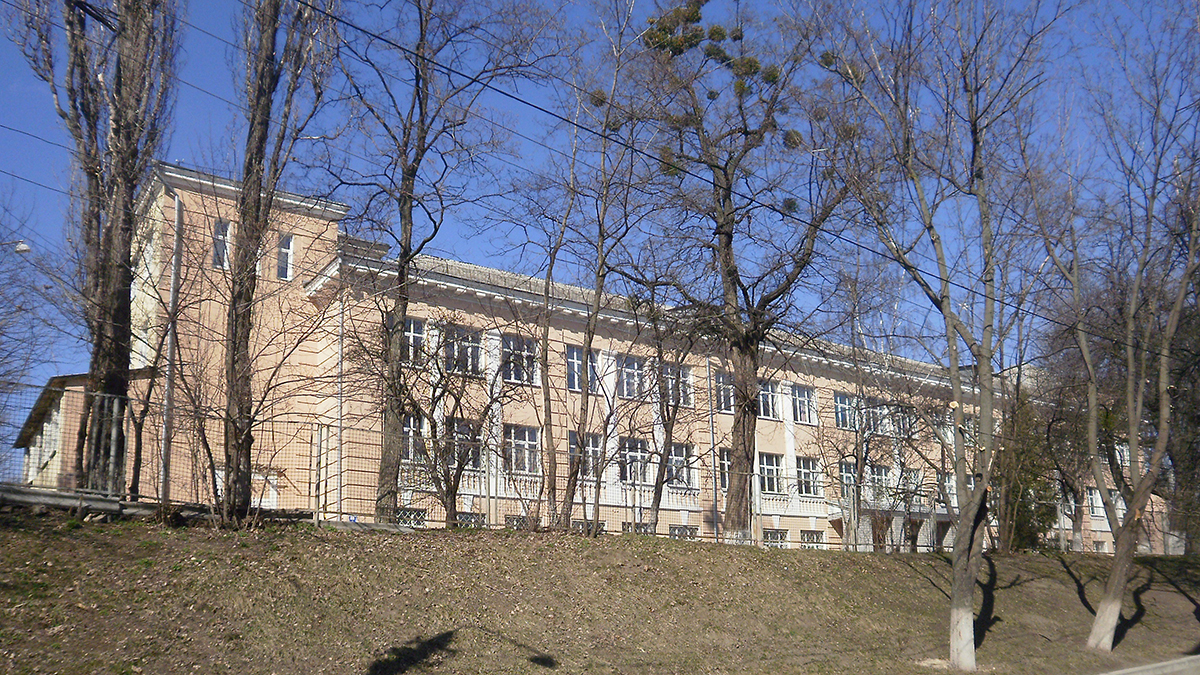
Київ, школа № 142, 1936, з 1964 інтернат № 8
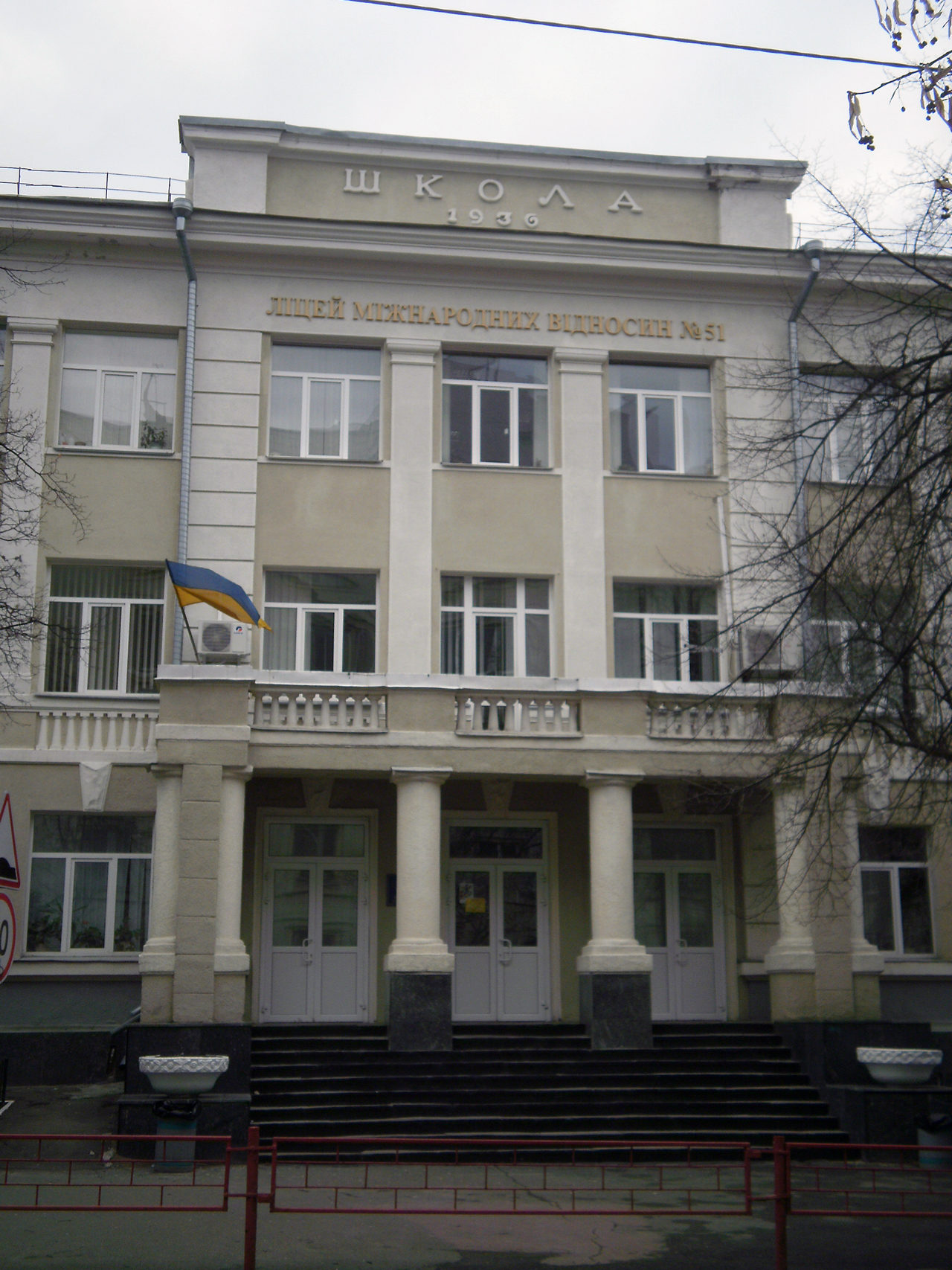
Київ, портик ліцею № 51,1936
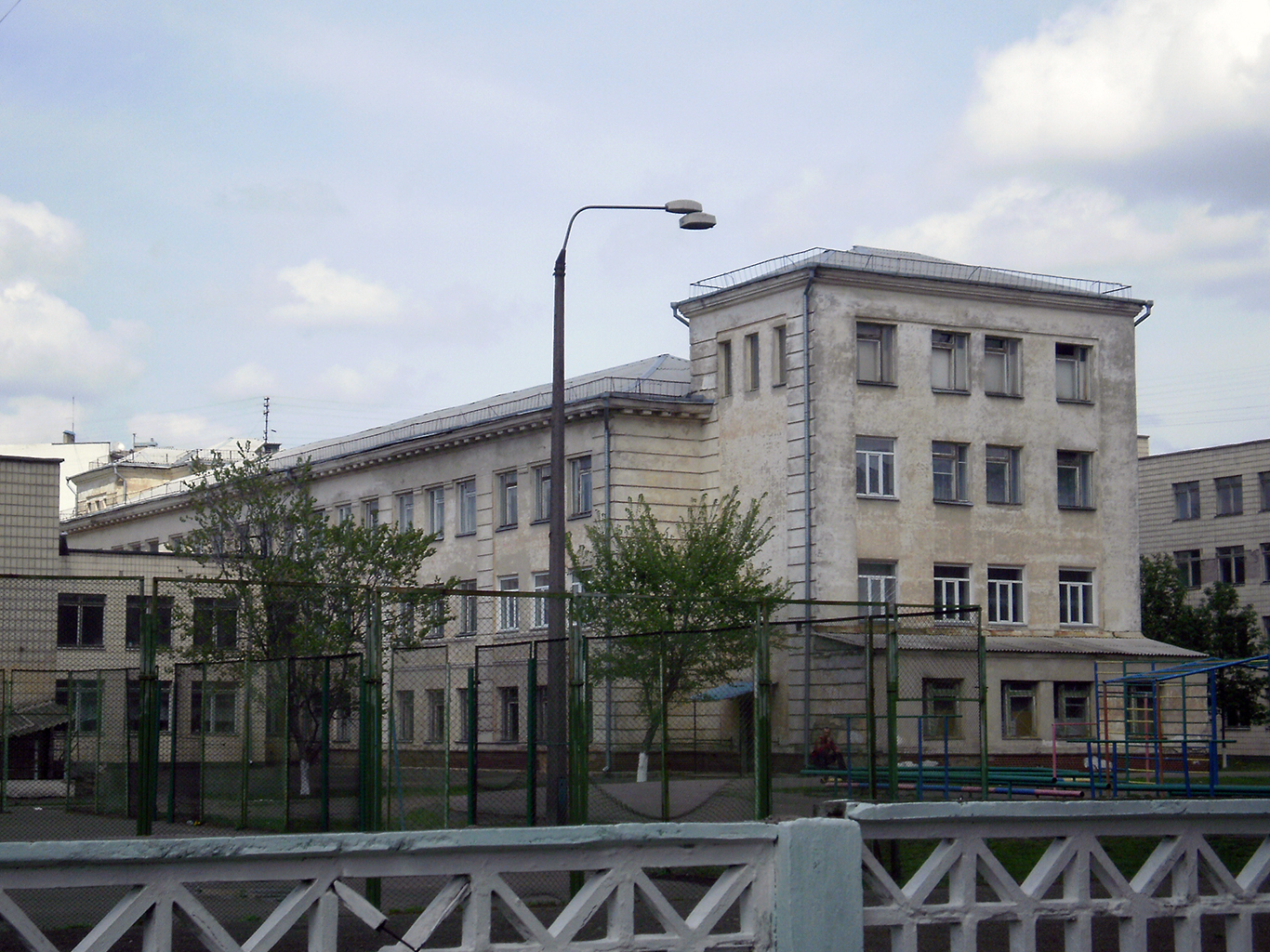
Київ, школа № 127, 1936, добудована з двох боків корпусами типового проєкту 2С-02-7 в 1976
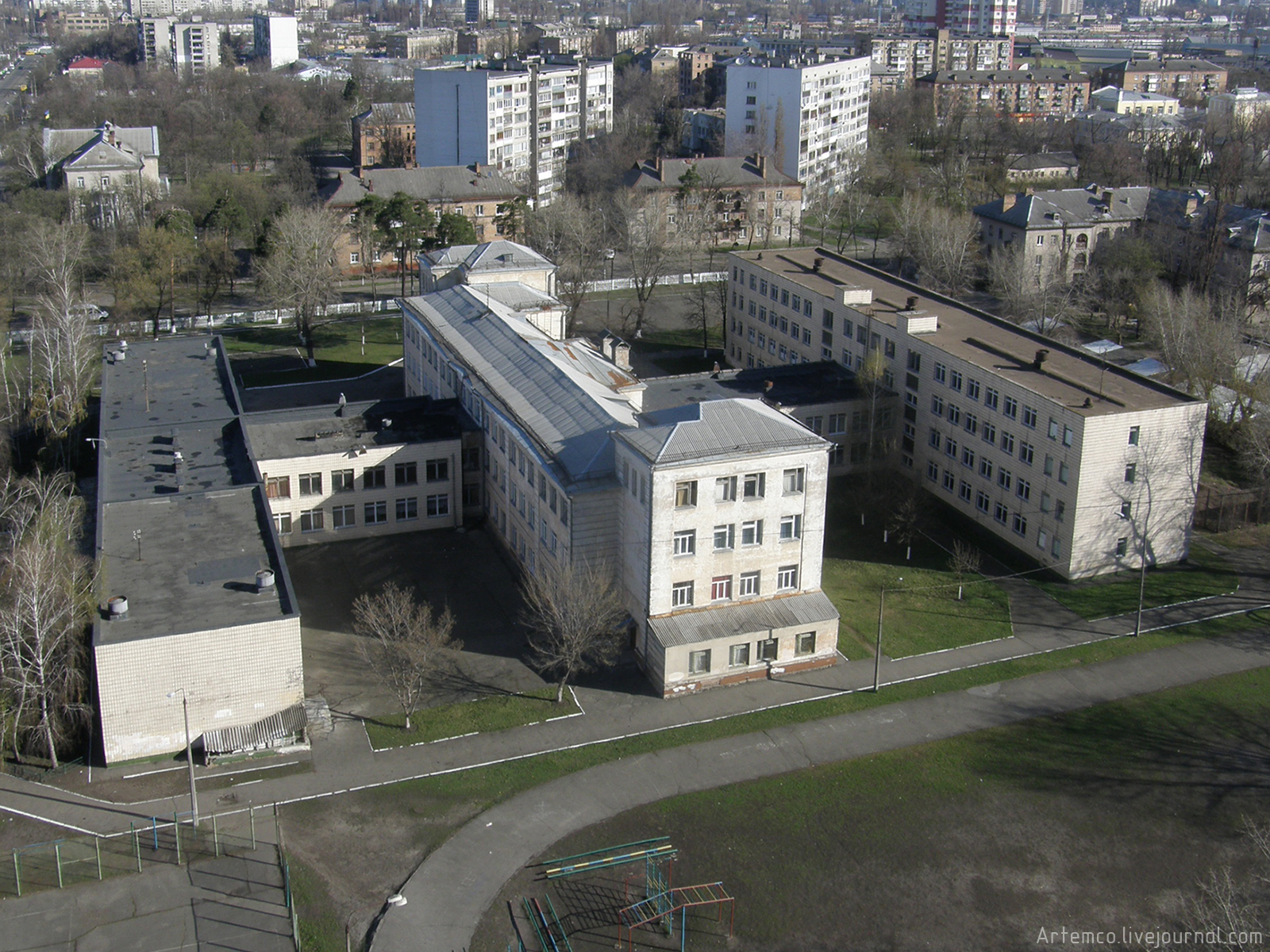
Київ, школа № 127 згори
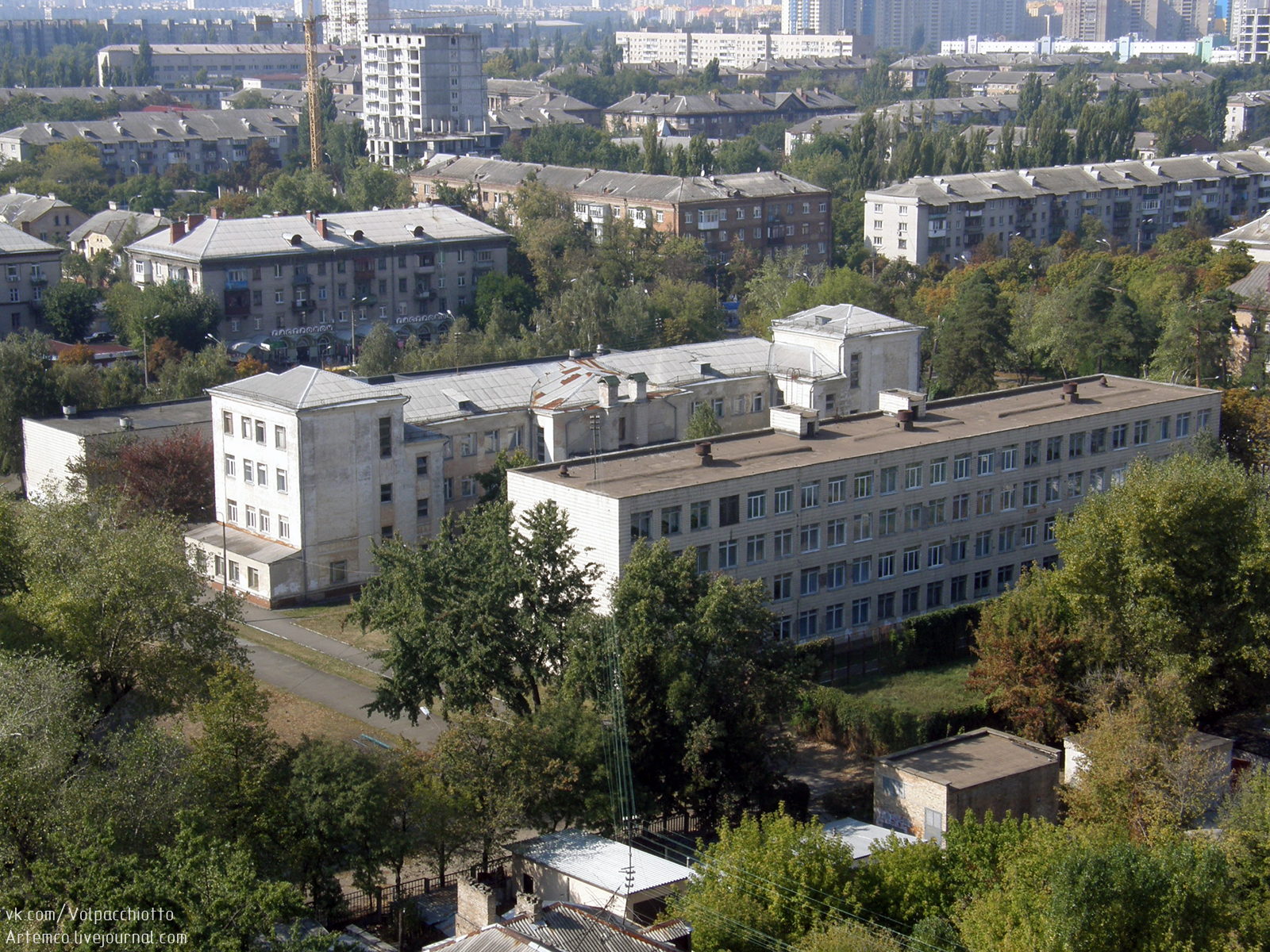
Київ, школа № 127 згори ззаду
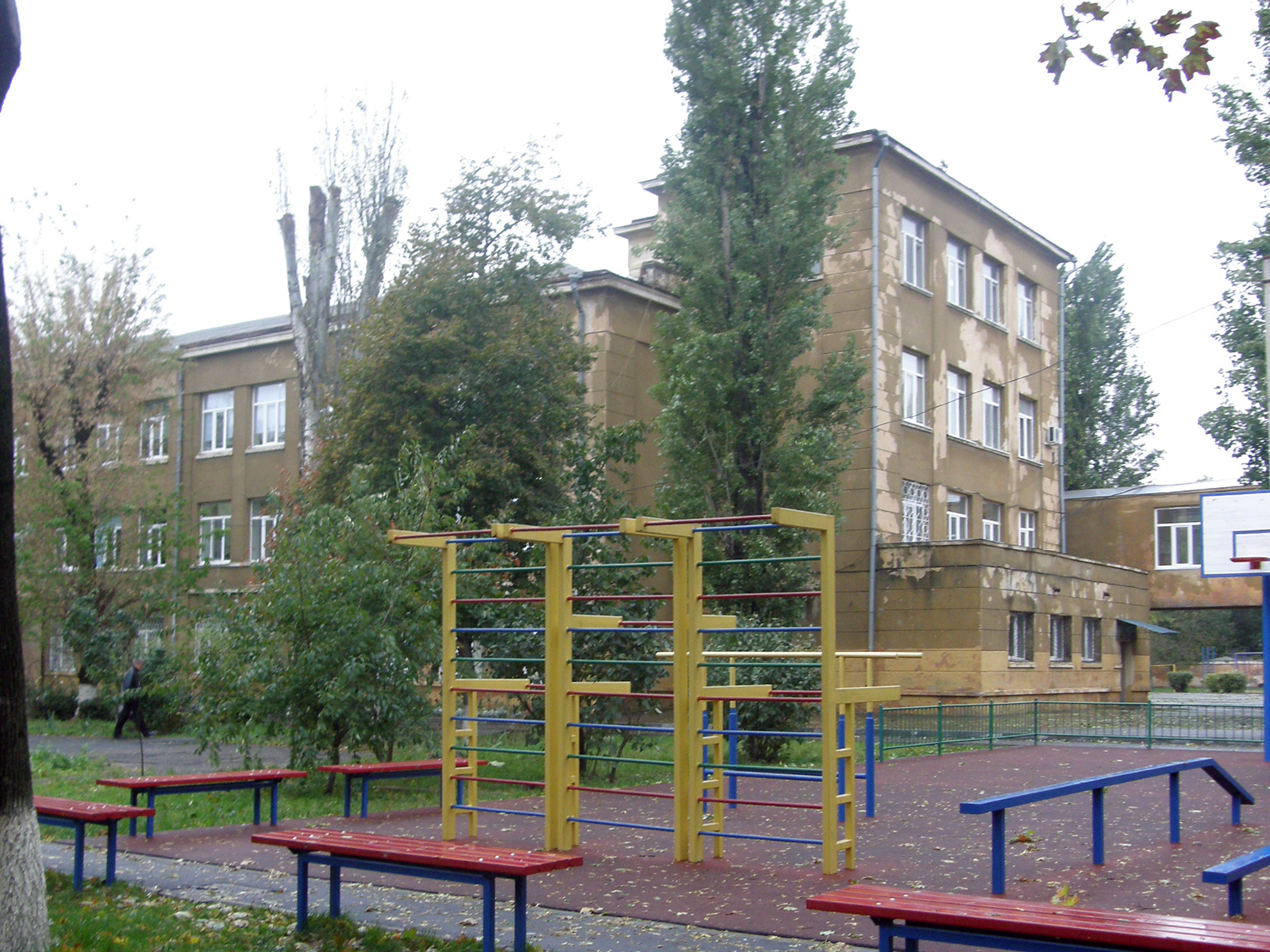
Одеса, колишня спецартшкола № 16, архітектор прив'язки М. Х. Куткина, нині інтернат № 2
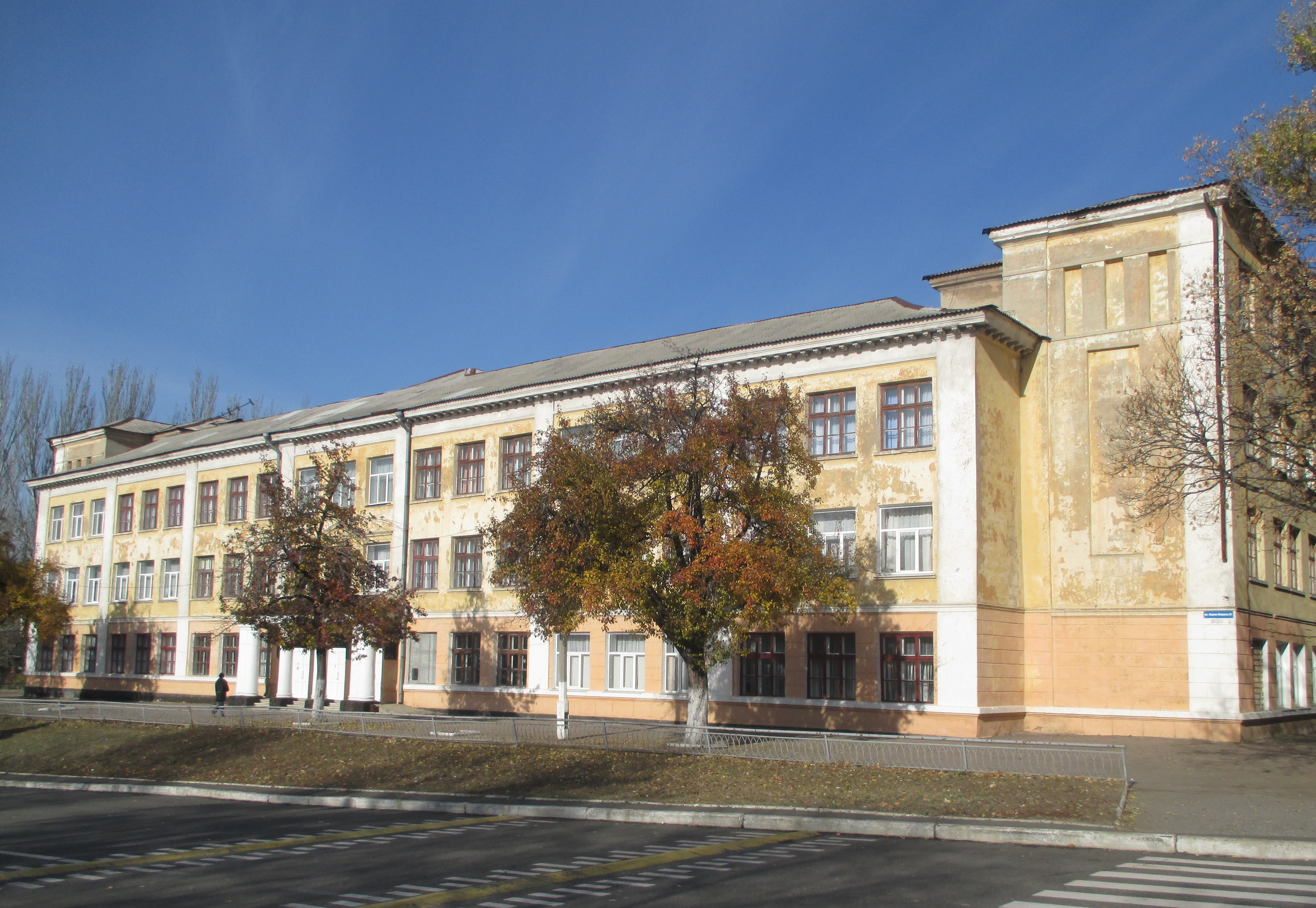
Донецьк, школа № 93, 1936
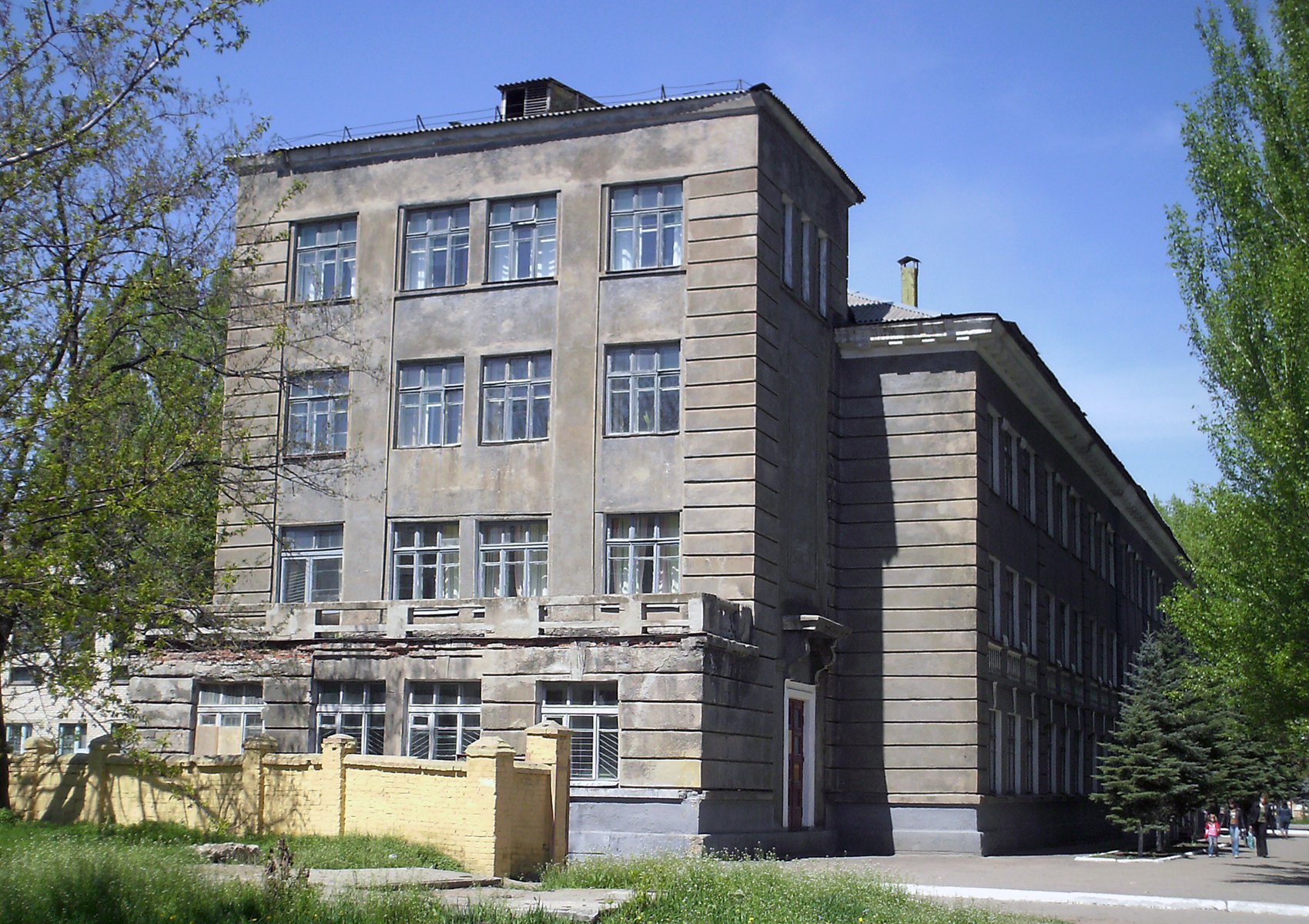
Краматорськ, колишня школа № 13, 1936, з 1938 № 6

### Проєкт №103-А

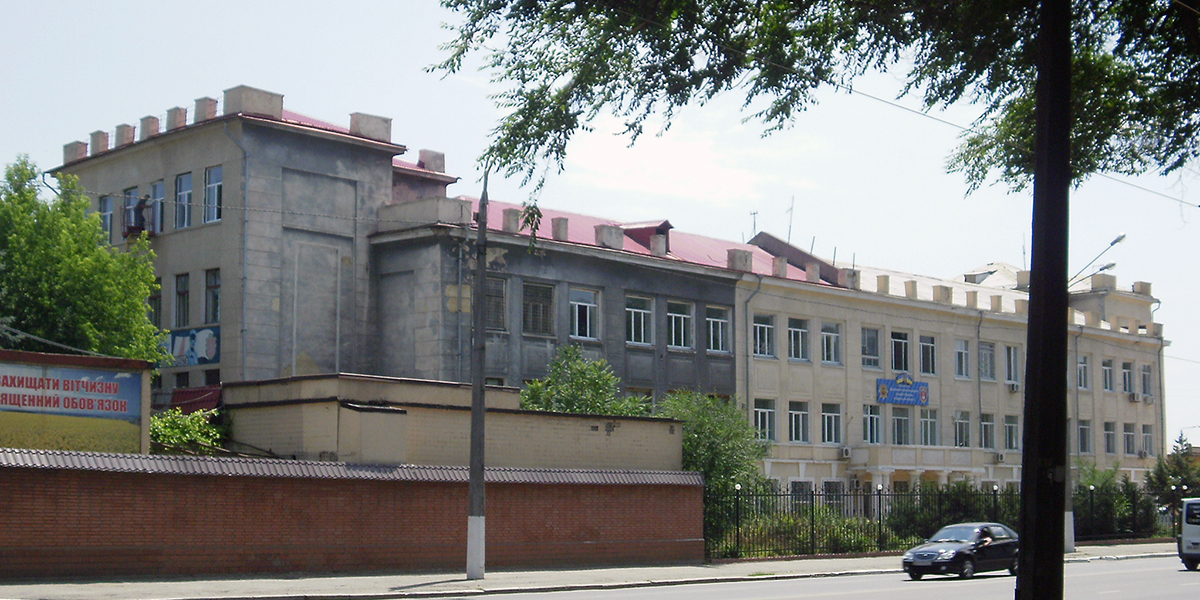
Одеса, колишня школа колонії для неповнолітніх, 1936, нині Управління Державної пенітенціарної служби в Одеській області
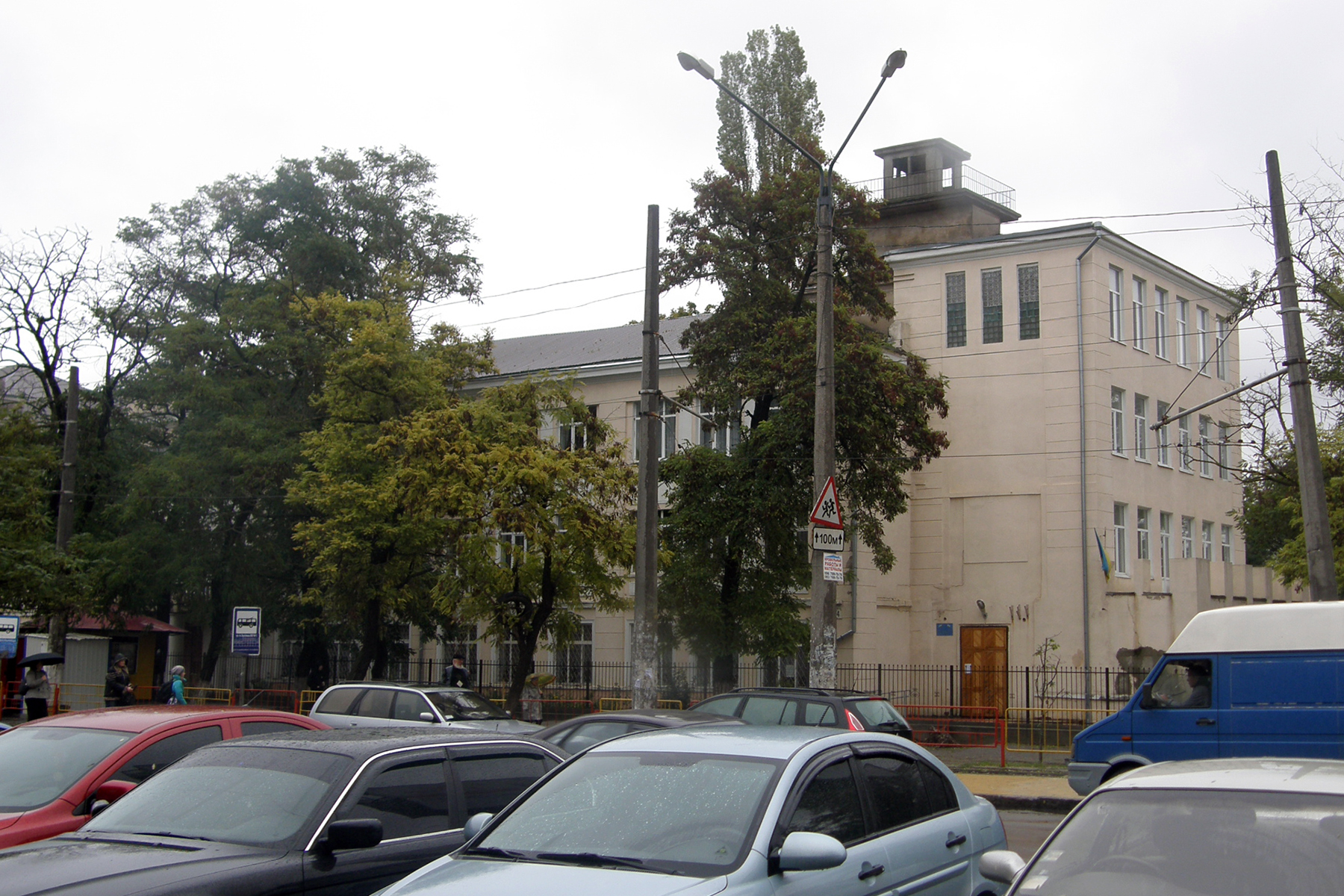
Одеса, школа № 76, 1937
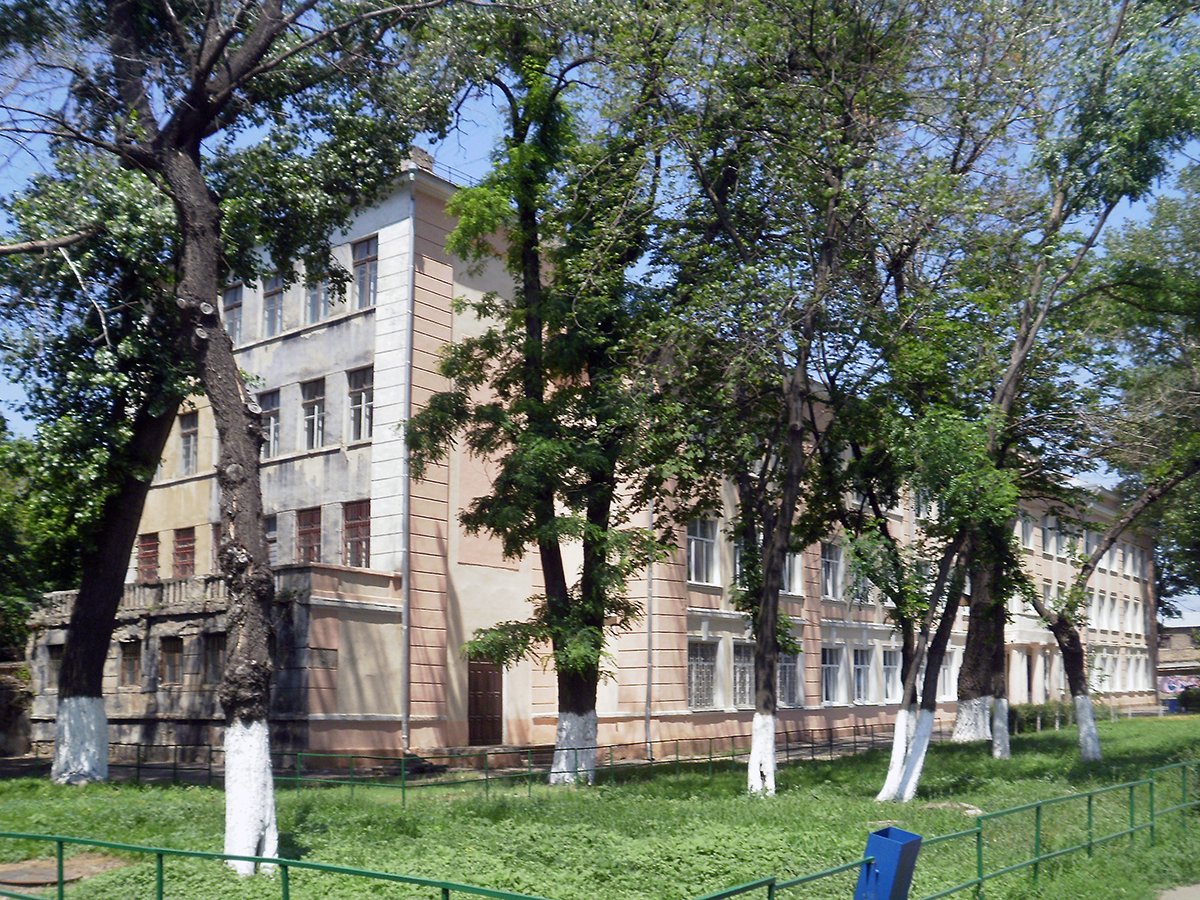
Одеса, школа № 79, архітектори прив'язки Л. Б. Белкин, Л. М. Наркевич, 1937
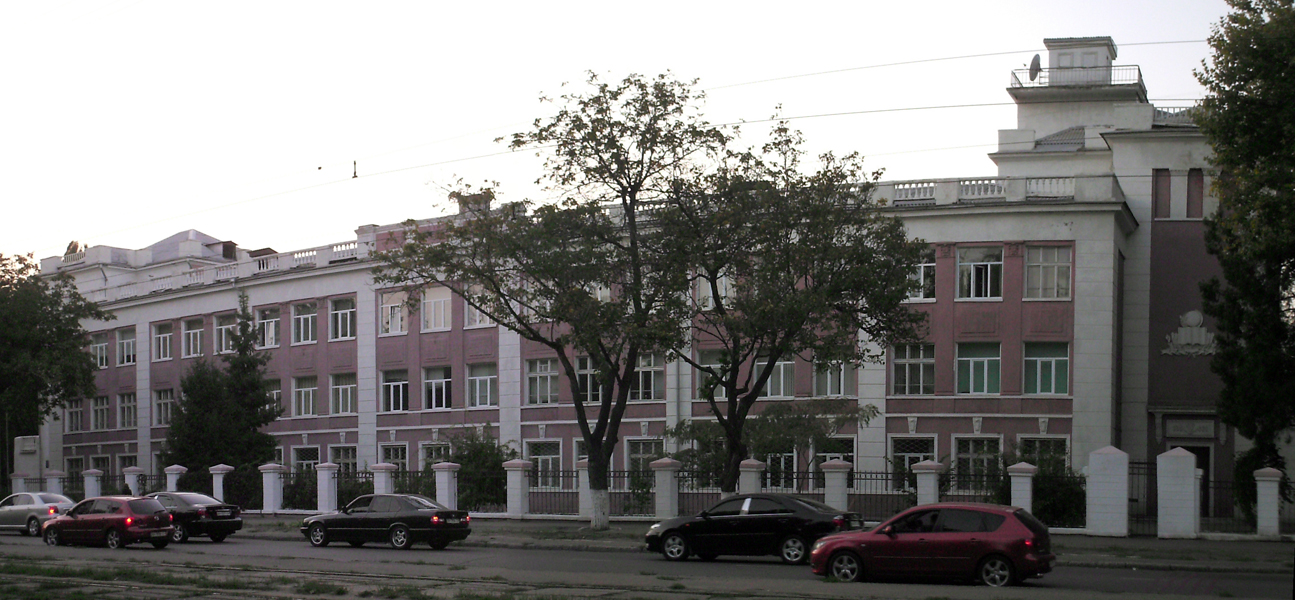
Одеса, колишня школа № 74, архітектор прив'язки П. В. Глазунова, 1938, нині приморський ліцей
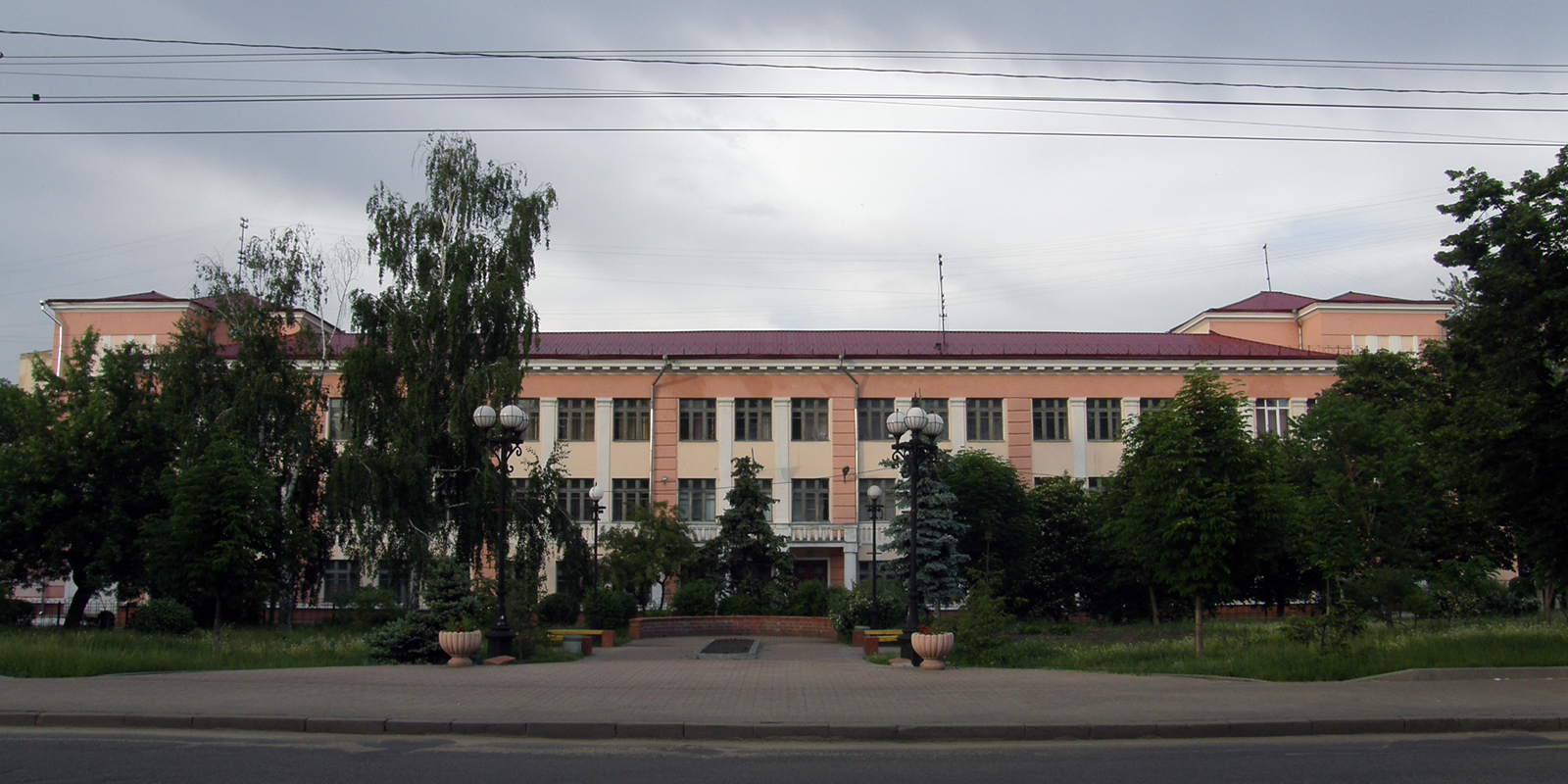
Київ, школа № 8, 1937
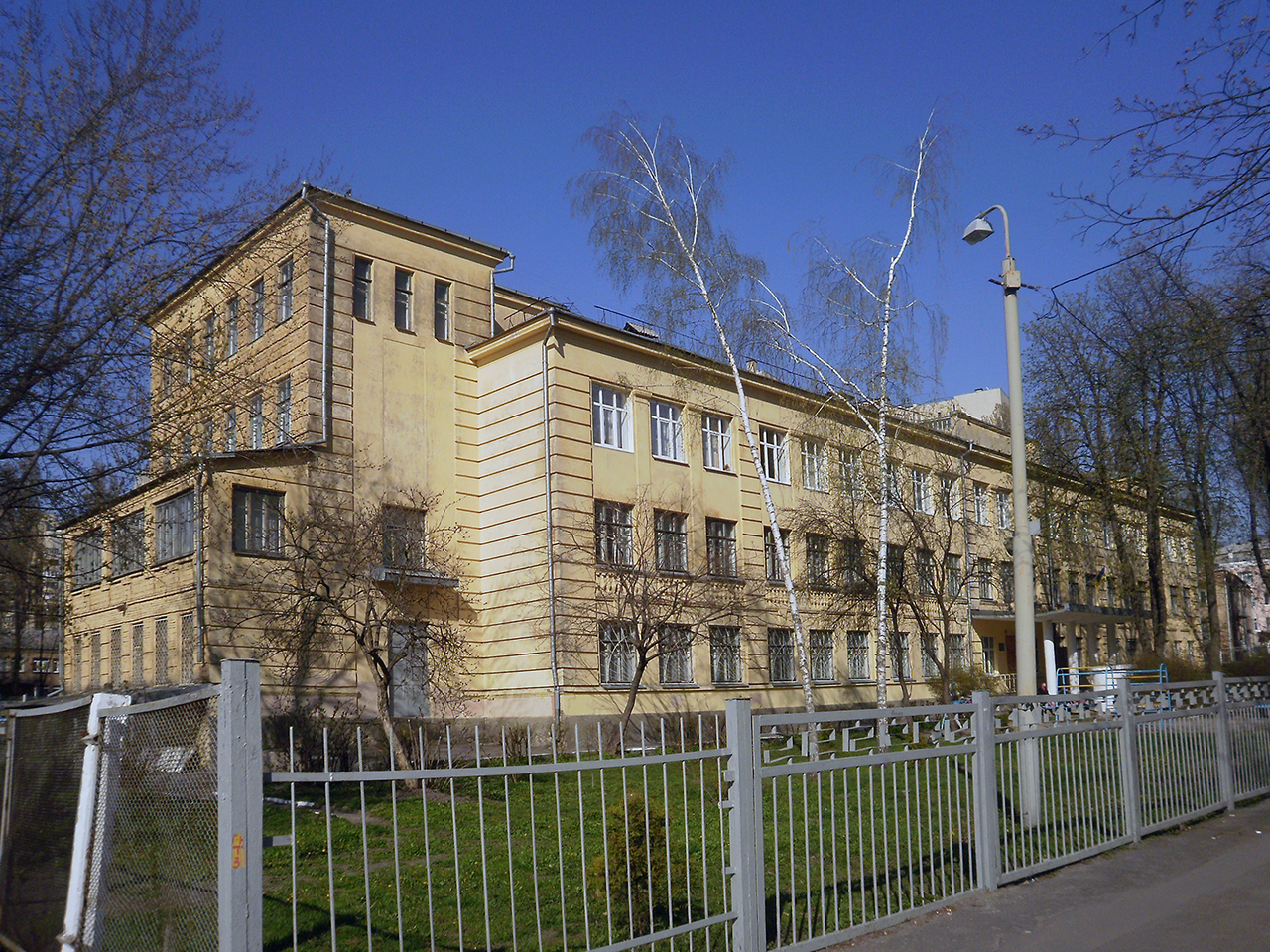
Київ, школа № 74, 1938
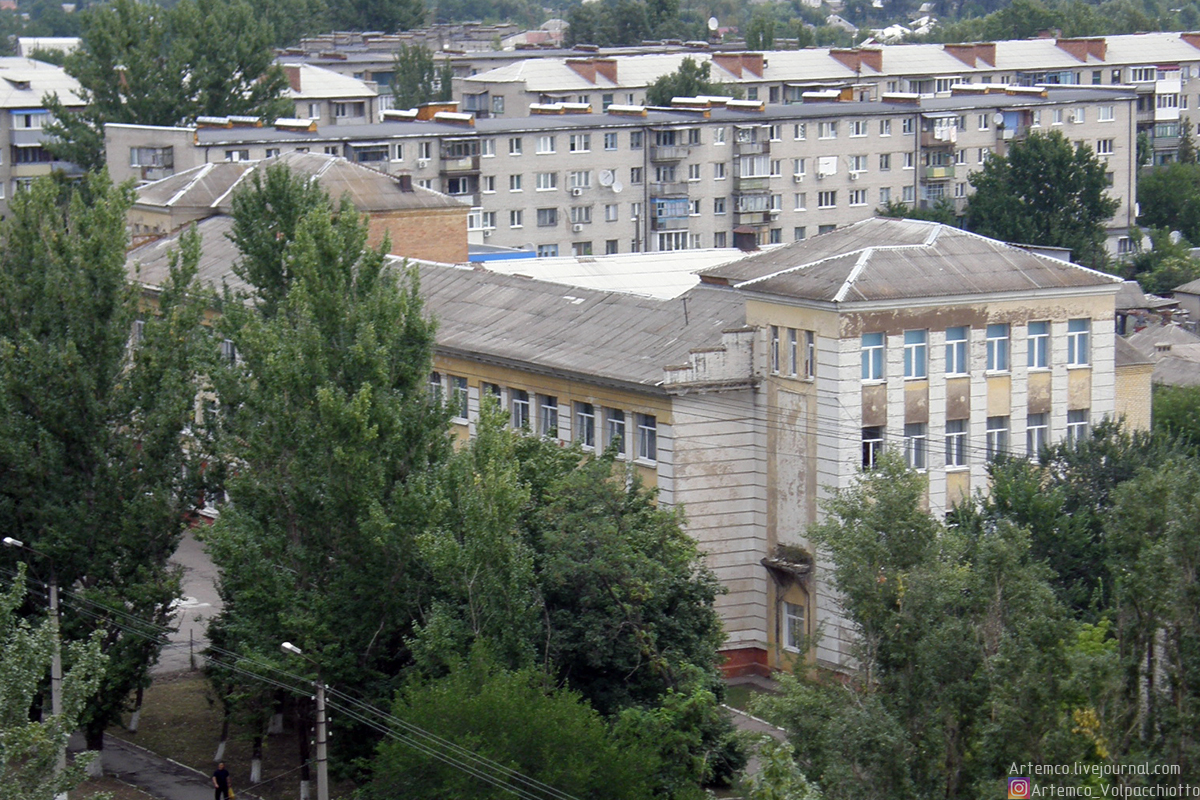
Слов'янськ, школа № 8, 1936–1937
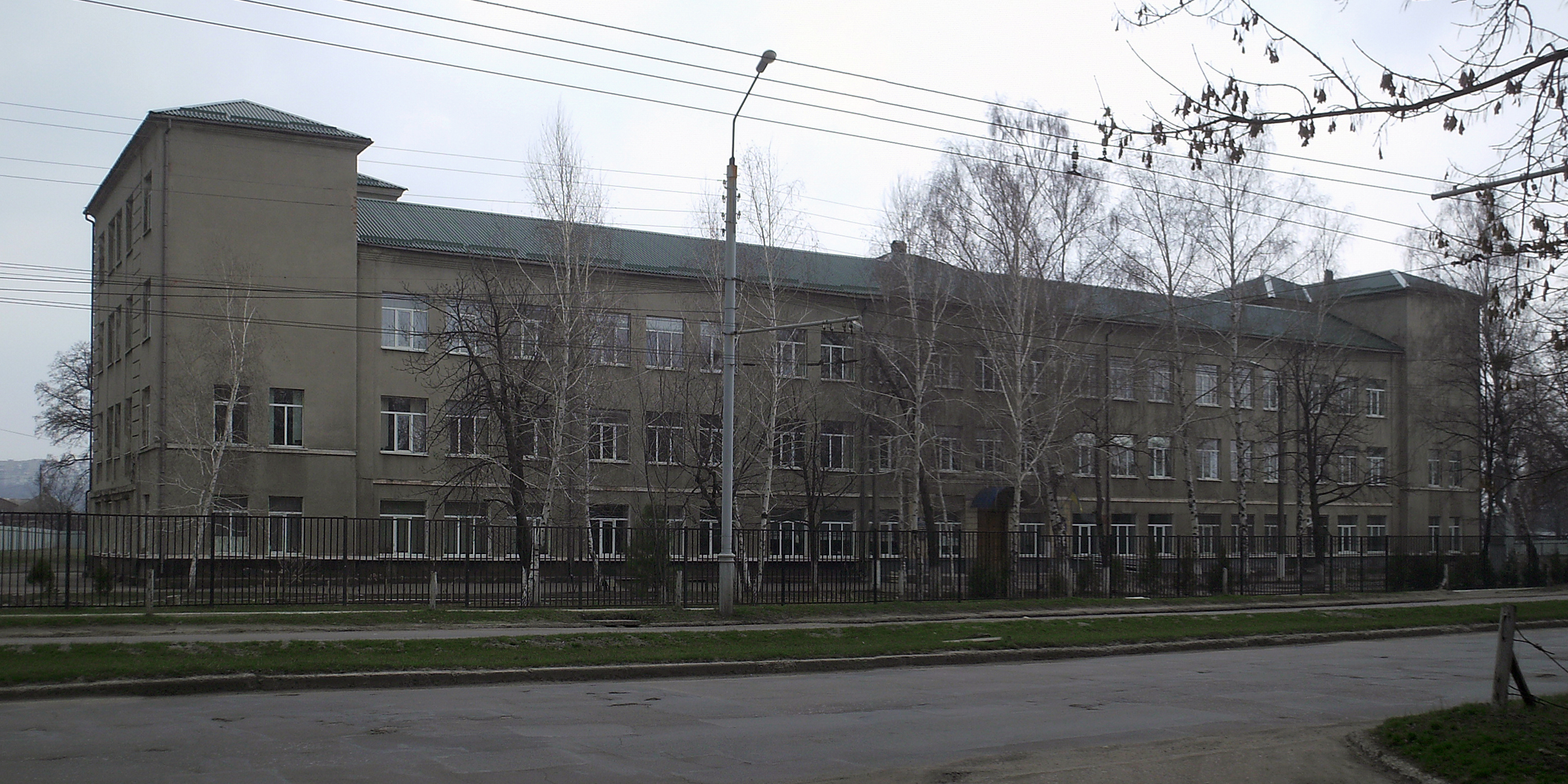
Слов'янськ, колишня залізнична школа № 44, 1936, нині № 11
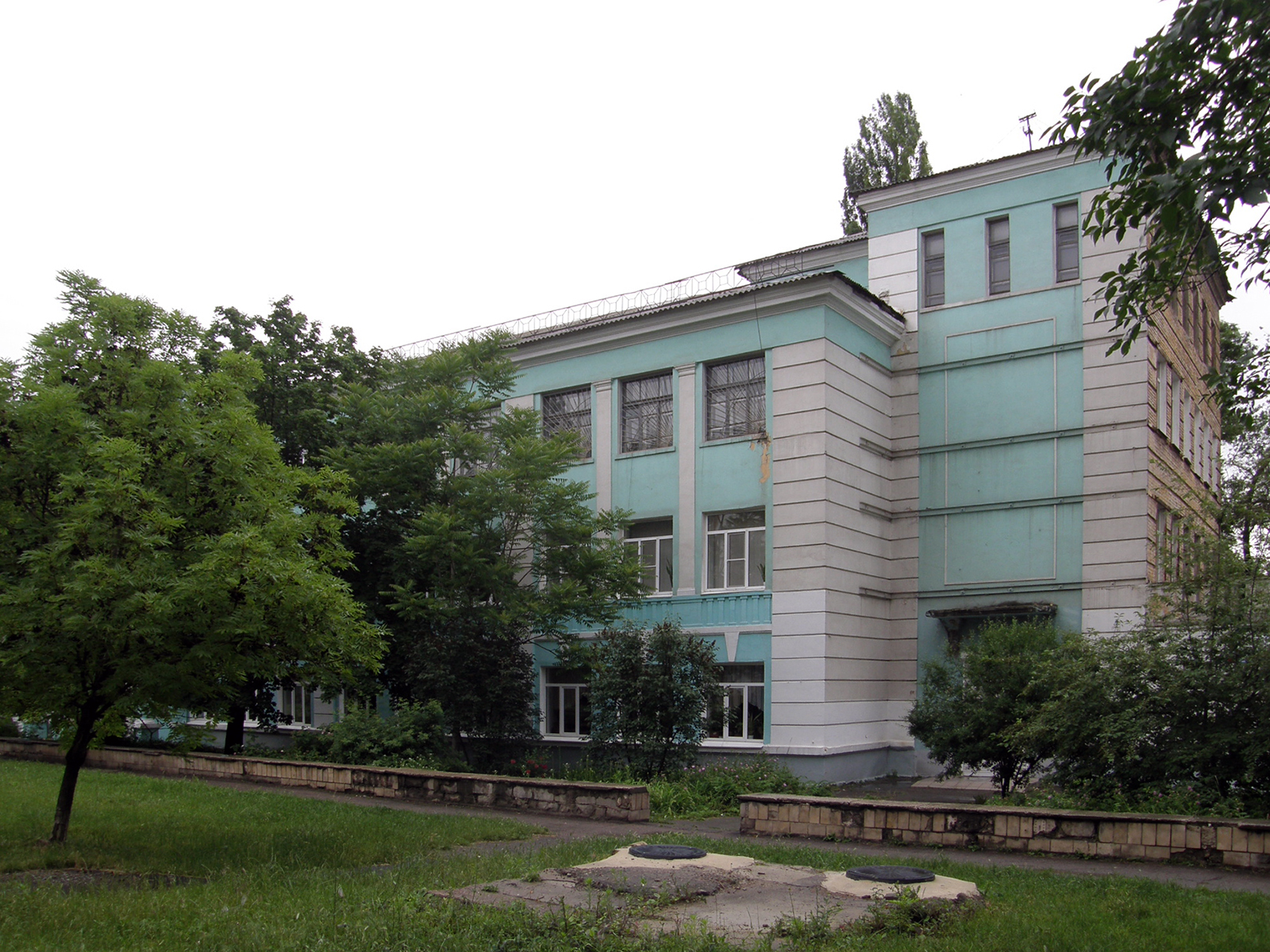
Донецьк, колишня школа № 69, 1937—1939, нині ліцей № 22
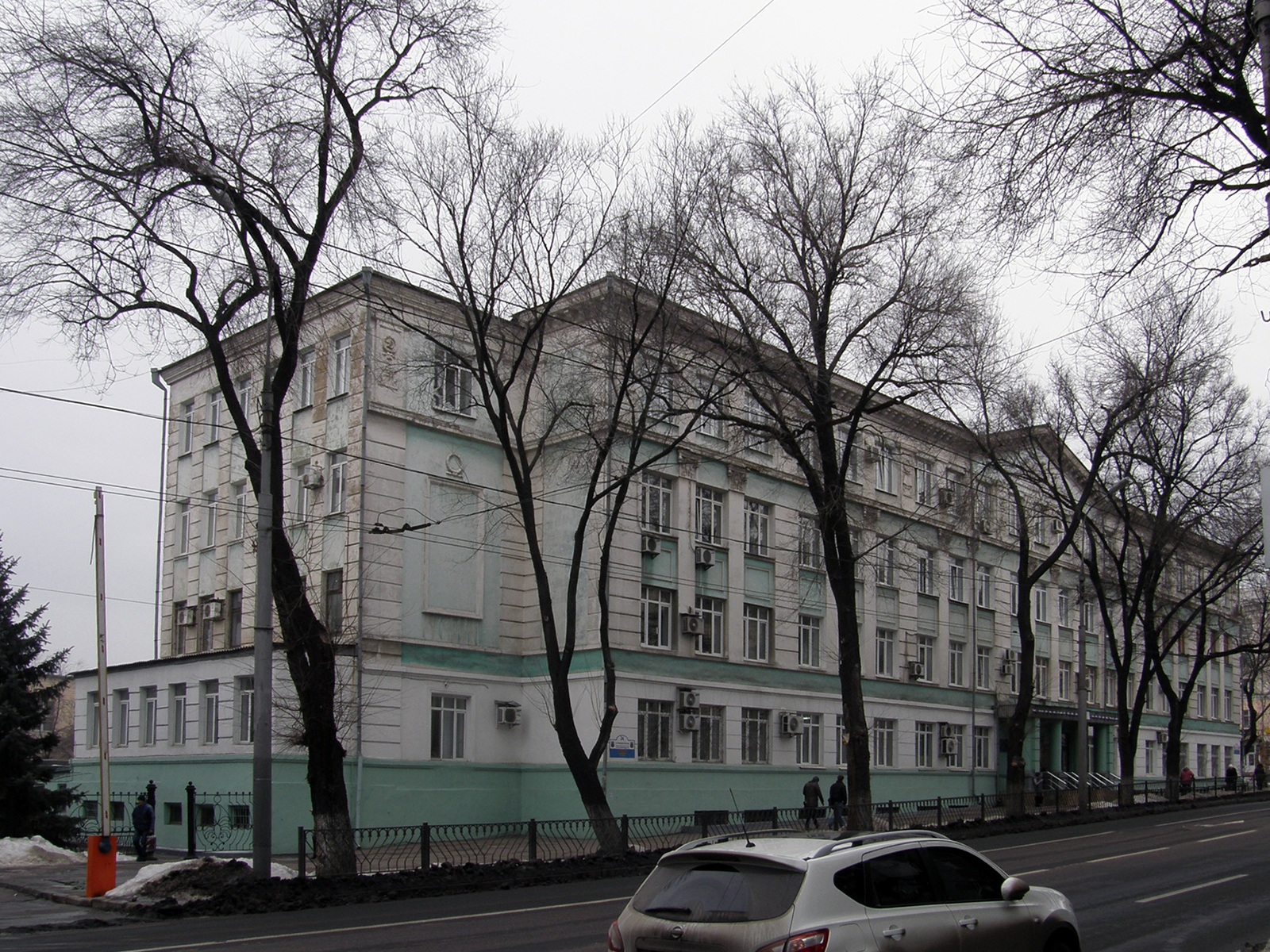
колишнє педагогічне училище, нині корпус № 1 Філологичного факультету Донецького університету з повністю надбудованим 4-м поверхом
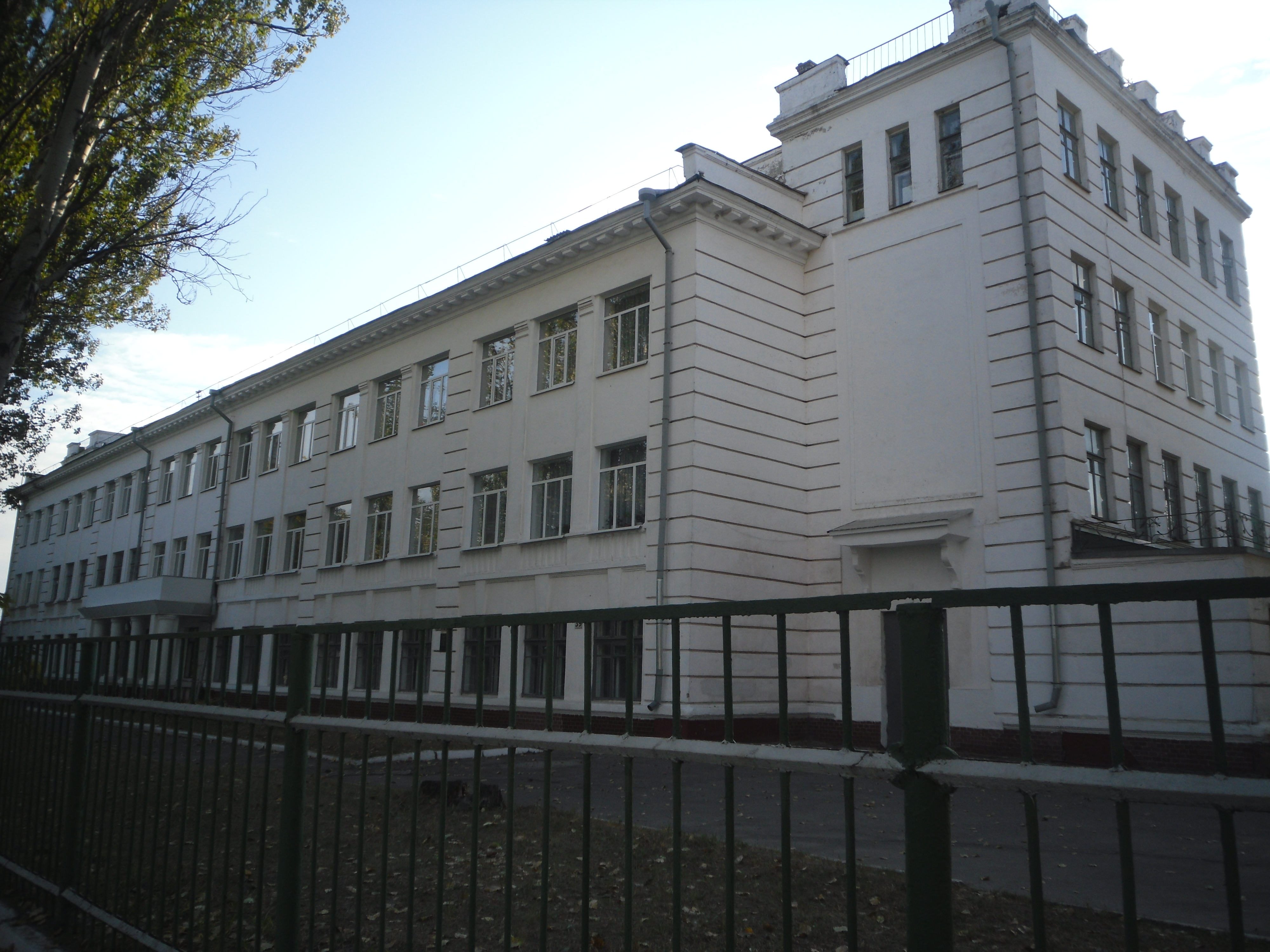
м. Дніпро, школа № 86, 1937
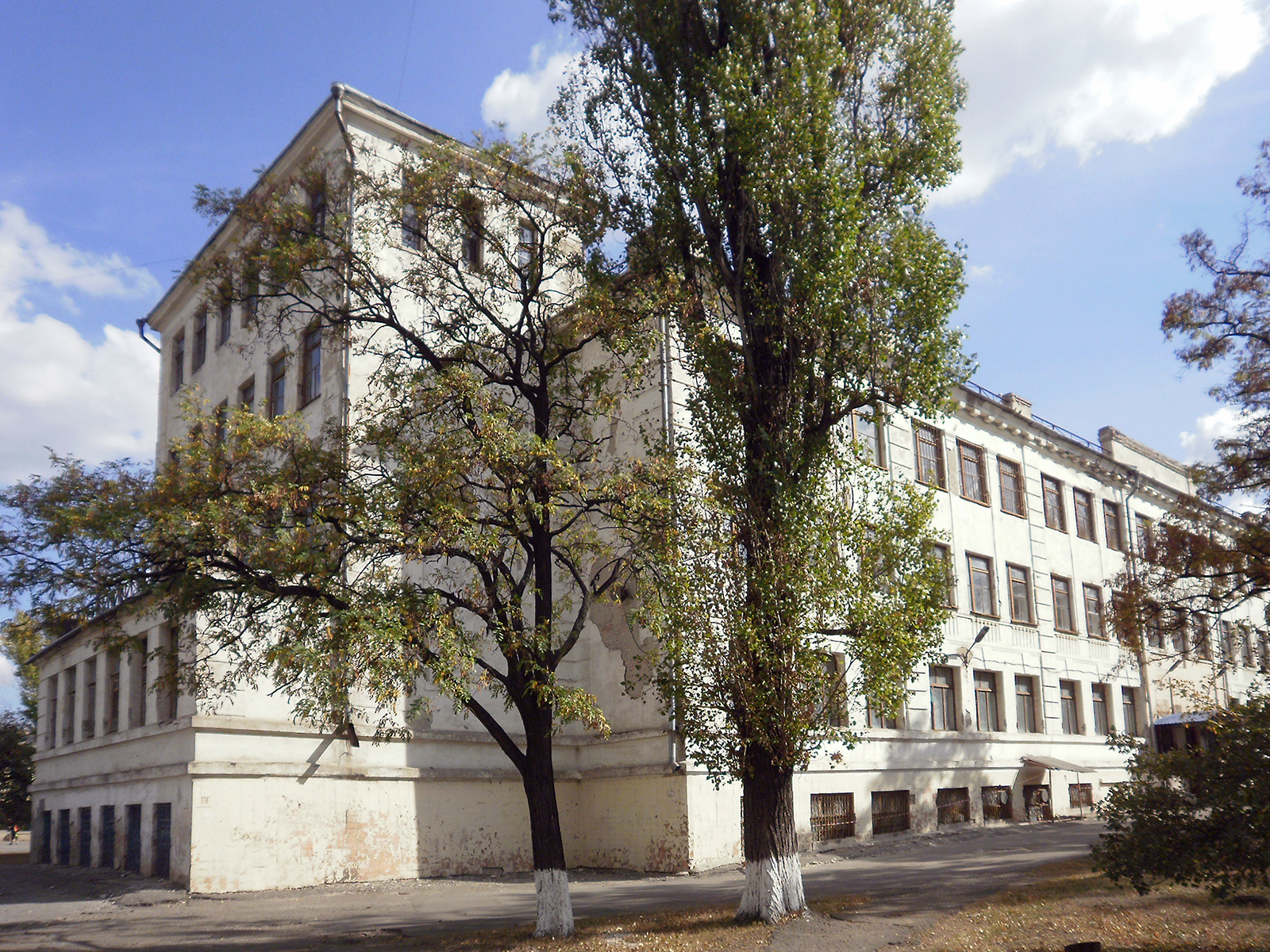
Луганськ, колишні школи чоловіча № 14 і жіноча № 17, 1935—1939, нині № 17
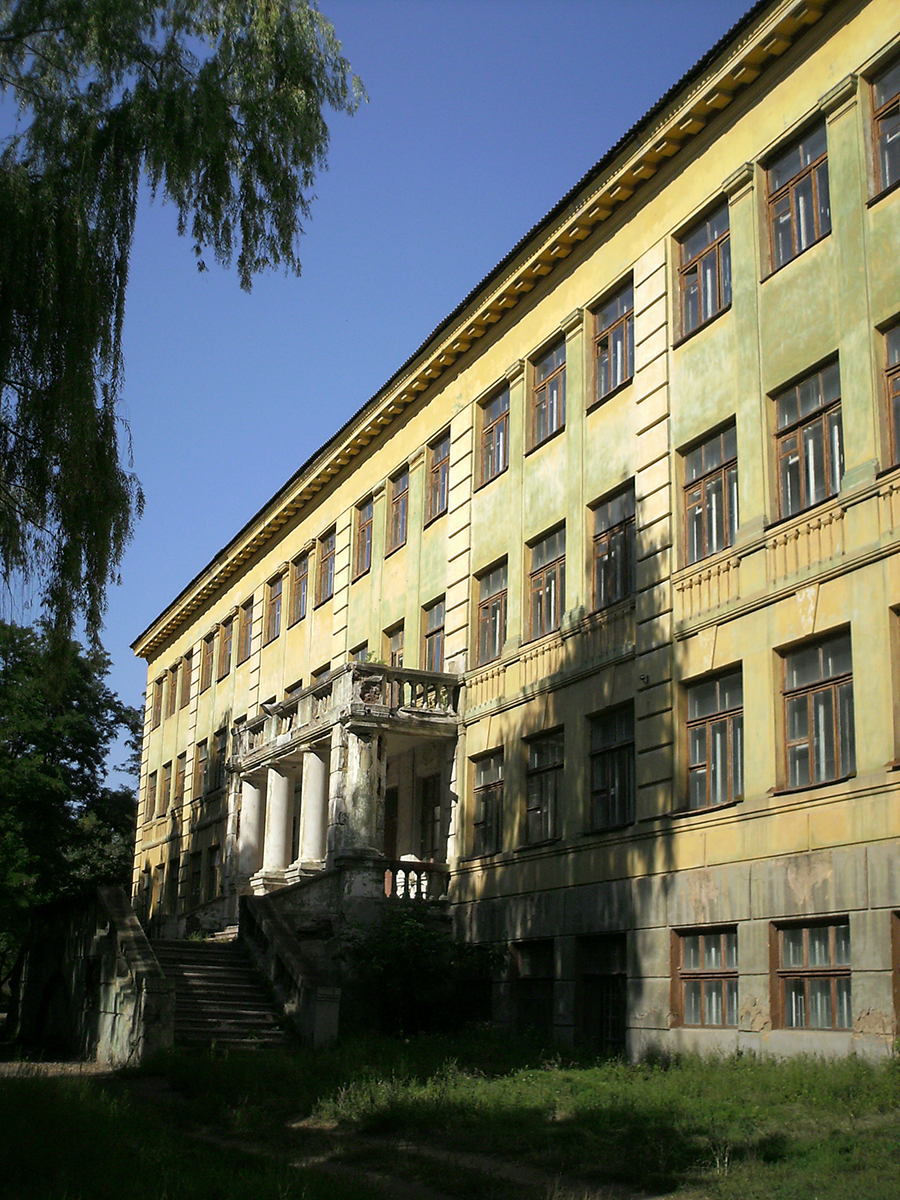
Дружківка, колишня школа № 2